# Maximilien Kelsch
Pour les articles homonymes, voir Kelsch (homonymie).
Maximilien Kelsch est un industriel et homme politique français, né le 3 décembre 1844 à Gérardmer (Vosges) et mort le 30 avril 1906 dans la même ville.

## Biographie
Né d'un père venant de Bitche en Moselle et pharmacien. Il épouse en 1870, la fille d'un négociant de toile avec laquelle il n'a aucune descendance. Il prend en tutelle cependant sa nièce, Marguerite, en 1891 après la mort de sa belle-sœur et de son frère, Denis Frédéric, pharmacien dans cette même ville. Maximilien est blanchisseur de toiles dans l'entreprise Garnier-Thiébaut, plus grande entreprise de vente de toiles à Gérardmer et la première à avoir installé un tissage mécanique. En 1886, Kelsch installe un second tissage près de la gare de la ville mais aussi une blanchisserie.
Il est dès le Second Empire un profond républicain et a une grande influence sur la parti républicain de Gérardmer, qui est aussi le canton le plus à gauche des Vosges. Son beau-père est maire de Gérardmer à partir de 71, révoqué en 74 et retrouve son poste en 1876. Il lègue en 1878, la mairie à son fils, beau-frère de Maximilien, jusque 1886 et ensuite de nouveau entre 1889 et 1893. Maximilien est proche de Jules et Albert Ferry. En 1873, Maximilien rentre dans la loge maçonnique de Saint-Dié et y reste jusqu'au début des années 1890.
En 1893, Kelsch se présente dans la circonscription de Saint-Dié II pour remplacer Albert Ferry passé au Sénat. Le parti républicain se déchire entre les deux Ferry, partisans d'Albert et du frère de Jules, Charles Ferry. Kelsch a le soutien d'Albert et affronte Paul Marcillat qui est élu. Félix Martin démissionne de la mairie de Gérardmer et le conseil municipal veut élire maire Maximilien mais celui-ci n'est pas conseiller municipal, le conseil démissionne alors et des élections exceptionnelles sont organisées et marque la victoire de la liste de Maximilien qui est élu maire avec pour adjoint son ancien patron Jean Garnier. Or celui-ci refuse d'être adjoint de l'un de ses employé. Et le 3 décembre, c'est Nicolas Jean-Baptiste Jacques qui est élu maire.

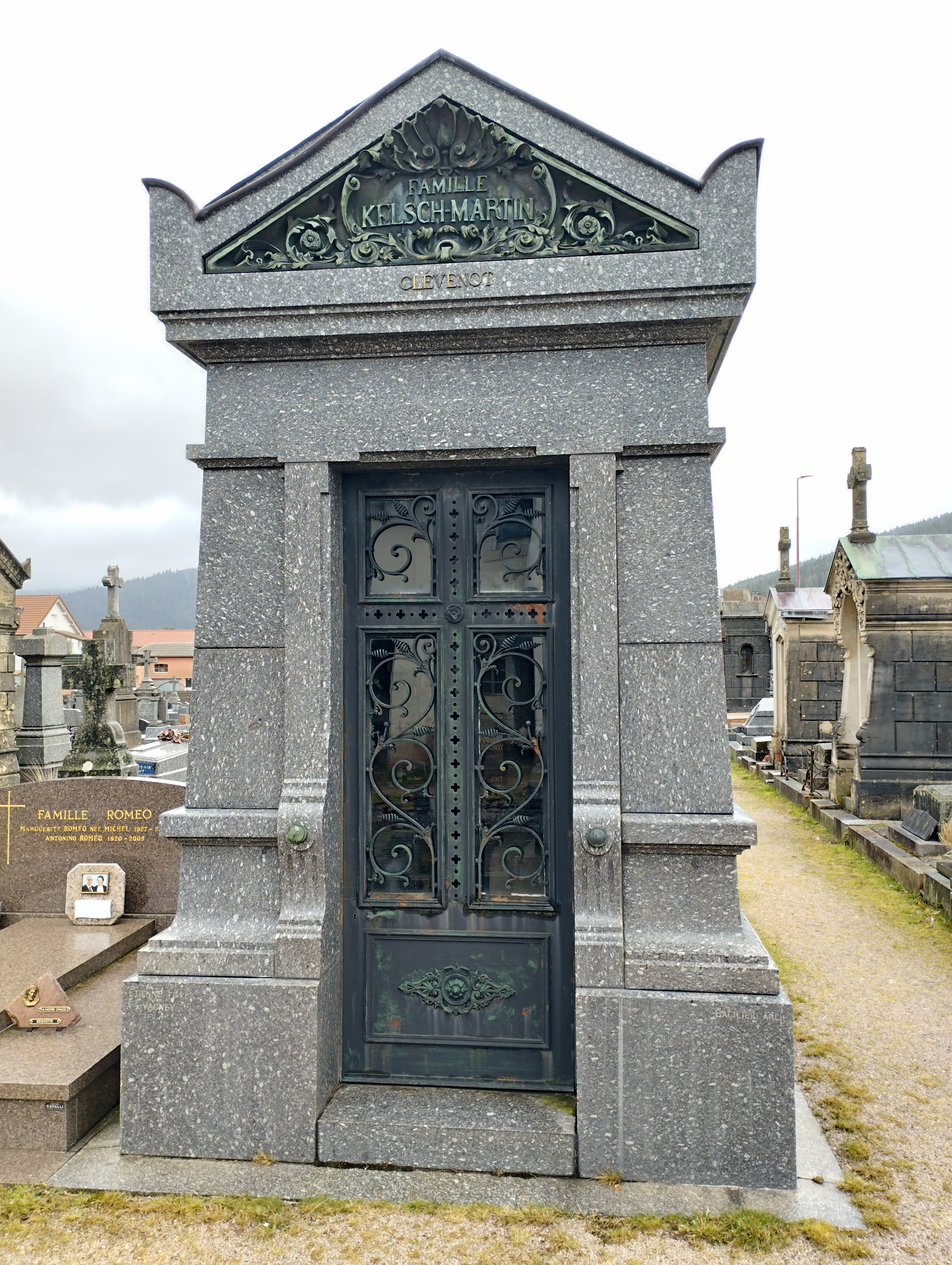
Tombe de Maximilien Kelsch au cimetière de Gérardmer.

Après la mort d'Albert Ferry, Maximilien est conseiller général du canton de Gérardmer de 1894 à 1906 et n'affronte jamais d'adversaires. Aux municipales de 1896, Jacques s'efface devant Maximilien qui devient maire et Jacques son adjoint. Il démissionne le 7 février 1899 car il trop malade et trop peu souvent à Gérardmer. Aux municipales de 1900, il est réélu conseiller uniquement au second tour mais redevient maire, réélu en 1904. Il est alors très actif, construisant un réseau d'égout et un abattoir, des places publiques, des rues et des boulevards et agrandit l'hôpital. Il réalise aussi une liaison de tramway entre Gérardmer et Remiremont et entre Gérardmer et le Hohneck. Il lance un groupe scolaire pour filles et établit une société pour venir en aide aux femmes en couches.
Il est élu député des Vosges en 1898 face à Marcillat, siégeant avec les républicains modérés et joue un rôle effacé à la Chambre. Il suit les députés des Vosges dans son opposition à la Défense républicaine et se retrouve défait en 1902 par le nationaliste Prosper Ancel-Seitz. Après cette défaite, il évolue vers la gauche et le bloc des gauches.
Il meurt à l'âge de 61 ans en 1906 d'un cancer de la gorge, et est inhumé au cimetière de Gérardmer.
Un boulevard de Gérardmer porte son nom.